# Albert Benjamin Simpson
Albert Benjamin Simpson (Nova Iorque, 15 de dezembro de 1843 – 29 de outubro de  1919) (A.B. Simpson) foi um pregador evangélico canadense, teólogo, autor, e fundador da União mundial da Aliança, uma denominação cristã evangélica com ênfase em missões de evangelismo global.

## Biografia
Simpson nasceu em Cavendish, no Canadá. Foi o quarto filho do casal James Simpson Jr. e Janet Clark.
O autor Harold H. Simpson reuniu uma extensiva genealogia da família em Cavendish: Its History, Its People (Cavendish, Sua História e Seu Povo). Sua pesquisa estabelece a família Clark (o lado materno da família de A.B. Simpson) como uma das famílias fundadoras de Cavendish em 1790, e traça ancestrais comuns entre Albert B. Simpson e Lucy Maud Montgomery, autora de Anne of Green Gables.
O jovem Albert cresceu em meio à rígida tradição puritana da Igreja Escocesa Calvinista Presbiteriana.  Sua conversão para a fé começou sob o ministério de Henry Grattan Guinness, um evangelista visitante da Irlanda, durante o reavivamento de 1859.
Simpson ficou algum tempo na área de Chatham, estado de Ontário, e recebeu seu treinamento teológico em Toronto, no Knox College, na Universidade de Toronto. Após sua graduação em 1865, Simpson foi posteriormente ordenado na Igreja Presbiteriana do Canadá, o maior dos grupos presbiterianos do país (o qual foi consolidado após sua partida para os Estados Unidos).

## Ministério Presbiteriano
Aos 21 anos de idade ele aceitou um chamado para a grande Igreja Presbiteriana de Knox em 1865, que ficava nas proximidades de Hamilton, estado de Ontário. Em dezembro de 1873, aos 30 anos, Simpson deixou o Canadá e assumiu o púlpito da maior igreja presbiteriana de Louisville, no estado americano do Kentucky: a Igreja Presbiteriana de Chestnut Street.  Foi em Louisville que, pela primeira vez, ele concebeu a pregação do evangelho para o homem comum, construindo uma simples tenda para esse propósito.  Apesar de seu sucesso na Igreja de Chestnut Street, Simpson sentiu-se frustrado pela relutância desta em abraçar a responsabilidade de um esforço evangelístico mais amplo.
Em 1880 Simpson foi chamado para a Igreja Presbiteriana da Thirteenth Street (Rua 13), em Nova Iorque, onde imediatamente começou a alcançar o mundo com o evangelho. Além das atividades evangelísticas na igreja ele publicava o jornal missionário The Gospel in All Lands (O Evangelho em Todas as Nações), o primeiro jornal missionário com gravuras. Simpson também fundou e iniciou a publicação de uma revista ilustrada chamada The Word, Work, and World (A Palavra, o Trabalho e o Mundo). Em 1911 a revista passou a se chamar The Alliance Weekly (A Aliança Semanal), depois Alliance Life (A Vida Aliancista), e agora é chamada a.life. É a publicação official da Aliança Cristã e Missionária nos Estados Unidos e Canadá.
Em 1880, Simpson foi chamado para a Thirteenth Street Presbyterian Church na cidade de Nova York, onde imediatamente começou a estender a mão ao mundo com o evangelho. Em agosto de 1881, ele experimentou cura divina de um problema cardíaco. Em outubro de 1881, ele adotou a visão do batismo do crente como um símbolo de compromisso e foi batizado por imersão em uma igreja batista.  Depois de discutir sua mudança de crenças em sua igreja, ele decidiu abandoná-la.

## Ministério Evangélico
Em 1881, ele se demitiu a fim de começar um ministério evangelístico independente, visando os novos imigrantes e as massas negligenciadas de Nova Iorque.
Simpson iniciou aulas informais de treinamento em 1882 de forma a alcançar “os negligenciados do mundo com os negligenciados recursos da igreja". Em 1883 um programa formal já estava funcionando, de forma que ministros e missionários estavam sendo treinados num contexto multicultural. A escola onde se iniciaram tais treinamentos foi o início do Nyack College e do Seminário Teológico da Aliança.
Em 1885, foi convidado para a Convenção Internacional de Santidade e Cura Divina em Londres, pelo pastor americano William Boardman, autor de “The Higher Christian Life”.  Ele ensinou sobre santidade e especialmente um sermão conhecido como “Ele mesmo”, que descreve a santificação como um foco no próprio Cristo e em sua obra na cruz.
Em 1887, em Old Orchard Beach, nos Estados Unidos, ele fundou duas organizações evangélicas, a Aliança Cristã, focada em missões domésticas, e a Aliança Missionária Evangélica, focada em missões no exterior. Em 1889, Simpson e sua igreja mudaram-se para uma nova localidade na esquina da Rua 44 e 8ª Avenida, chamada de New York Tabernacle. Este lugar se tornou a base não somente de seu ministério de evangelismo na cidade como também de seu crescente trabalho de missões mundiais.

## Ensinamento de Simpson
Em 1887, em Nova York ele começou uma série de sermões chamados “the Fourfold Gospel”, algo como “as Quatro Faces do Evangelho” (Evangelho Quádruplo). Segundo ele, este conceito representa os 4 aspectos do ministério de Jesus Cristo: "Jesus nosso Salvador, Santificador, Médico Divino, e Rei Vindouro". As Quatro Faces do Evangelho são simbolizadas no logo da Aliança Cristã e Missionária: a Cruz, a Bacia, o Jarro e a Coroa.  Sua especial ênfase no evangelho acabou por vir através de sua doutrina e experiência “Cristocêntrica”.
Atormentado por enfermidades por muito tempo desde sua infância, Simpson experimentou a cura divina após compreender que a Vida e a cura eram parte da bênção de viver em Cristo. Ele enfatizava a cura em suas Quatro Faces do Evangelho e usualmente dedicava uma reunião por semana para ensinar, ouvir testemunhos e pregar sobre esse tema. Embora este ensinamento tenha isolado a ele e à Igreja Aliança das principais denominações que não enfatizavam este ponto ou simplesmente rejeitavam a cura, a intransigente confiança de Simpson na Palavra e no poder de Deus o mantiveram permanentemente atuando adiante de seu tempo sem críticas ou rancores contra aqueles que discordavam dele.
O coração de Simpson para o evangelismo tornou-se a força motriz por detrás da criação da Aliança Cristã e Missionária.  Inicialmente a Aliança não foi fundada como uma denominação, mas como um movimento organizado de evangelismo mundial. Hoje a Aliança Cristã e Missionária exerce um papel de liderança no evangelismo global.
No seu livro de 1890, “A Larger Christian Life” (“Uma Vida Cristã Mais Ampla”, numa tradução livre), Simpson discute sua visão para a igreja:  “Ele(Cristo) nos mostra o plano para uma igreja Cristã que é muito mais que a associação de amigos com interesses comuns para ouvir uma vez por semana um discurso intelectual e entretenimento musical e continuar como que por procuração um mecanismo de trabalho cristão; em vez disso, uma igreja que pode ser ao mesmo tempo mãe e lar de toda forma de auxílio e bênção que Jesus veio para dar aos homens perdidos e sofredores, berço e lar das almas, fonte de cura e purificação, abrigo para os órfãos e angustiados, escola para a cultura e treinamento dos filhos de Deus, o arsenal onde estes são equipados para a batalha do Senhor e o exército que luta estas batalhas em Seu nome. Tal centro de pessoas neste mundo triste e pecador!” (tradução livre da p. 153 do livro “A Larger Christian Life”, de A. B. Simpson).
Simpson compôs a seguinte letra para seu hino “The Missionary Cry” (“A Chamada Missionária”):
"The Master's coming draweth near.
The Son of Man will soon appear,
His Kingdom is at hand.
But ere that glorious day can be,
The Gospel of the Kingdom, we
Must preach in every land."
(Hymns of the Christian Life) (*)
(*) Tradução livre:
“A vinda do Mestre está próxima.
O Filho do Homem logo aparecerá,
Seu reino está à mão.
Mas antes que este glorioso dia possa acontecer,
O Evangelho do Reino, nós
Devemos pregar em todas as terras.”
(Hinos da Vida Cristã)
Na virada do século 20, vários membros da Aliança adotaram crenças  Pentecostais. No entanto, Simpson foi contra o fato de que "falar em línguas" seria uma prova compulsória do batismo do Espírito Santo e foi crítico de várias práticas de pentecostalismo que ele considerava excessivas, que eram lideradas por alguns pastores.
Apesar de algumas influências do movimento de Santidade e do movimento Vida Superior, tinha crenças distintas, não menos porque acredita na santificação progressiva.

## Miscelânea
Um grande número de instituições da Aliança Cristã e Missionária possui hoje o nome de Simpson, como a Simpson University em Redding, Califórnia (EUA), ou o Albert B. Simpson School em Lima, Peru. As igrejas da Aliança Cristã e Missionária estão hoje espalhadas pelos quatro cantos do globo, e podemos encontrá-las em lugares como por exemplo a Costa do Marfim, Brasil ou Rússia.
A.B. Simpson e sua esposa, Margaret, foram sepultados no Rockland County Campus do Nyack College em Nyack, estado de Nova Iorque (EUA).